# Соколов (Тернопольский район)
Соколов (укр. Соколів) — село в Золотниковской сельской общине Тернопольского района Тернопольской области Украины.
До 2020 года входило в Теребовлянский район.
Расположено на левом берегу реки Стрыпа (приток Днестра).
Население по переписи 2001 года составляло 532 человека. Занимает площадь 2,880 км². Почтовый индекс — 48114. Телефонный код — 3551.